# Домантово (Вологодская область)
Домантово — деревня в Вашкинском районе Вологодской области.
Входит в состав Киснемского сельского поселения, с точки зрения административно-территориального деления — в Киснемский сельсовет.
Расстояние по автодороге до районного центра Липина Бора — 52 км, до центра муниципального образования села Троицкое — 28 км. Ближайшие населённые пункты — Берег, Наумово, Паршино.
По переписи 2002 года население — 1 человек.